# Petru Groza

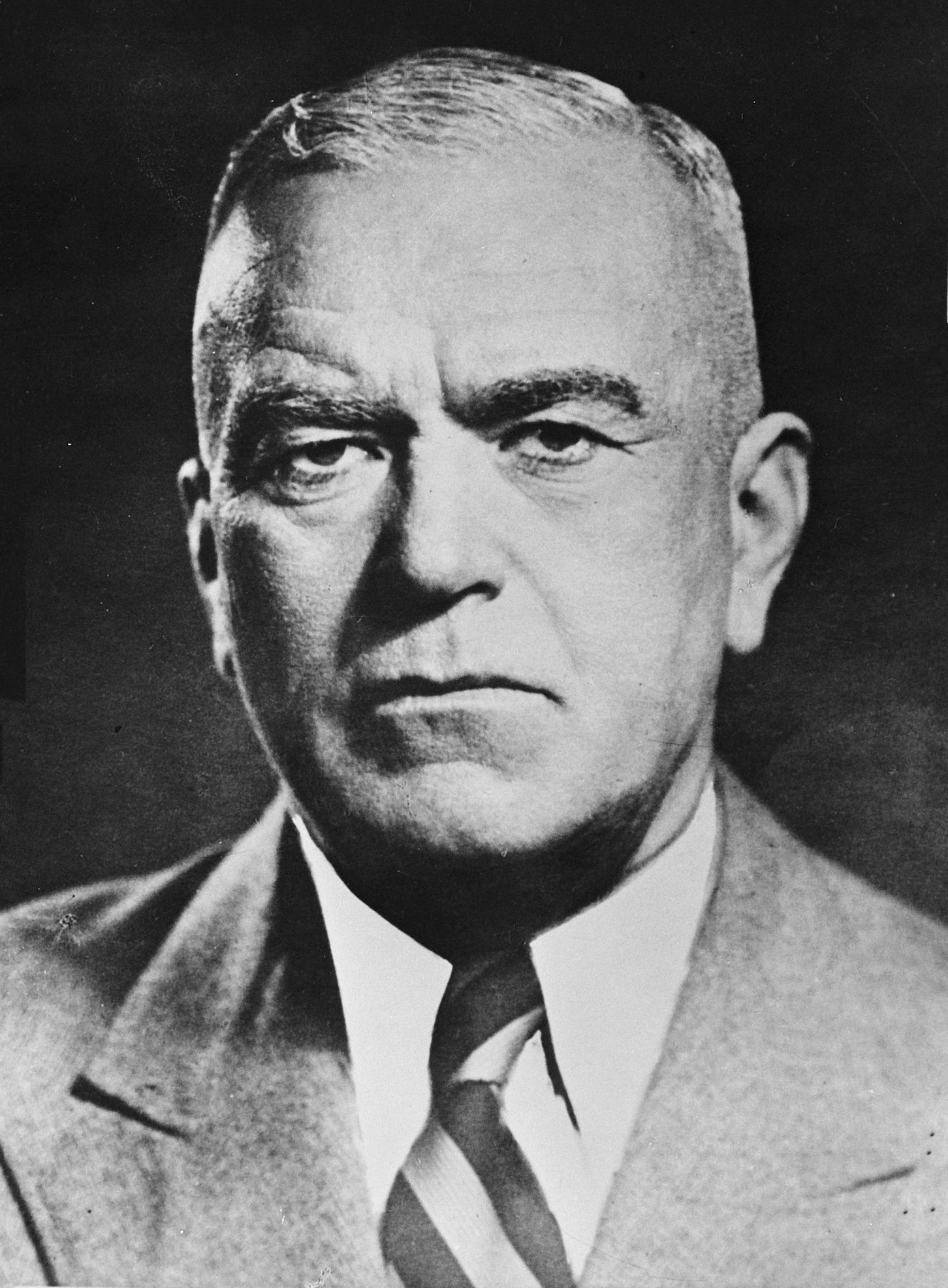
Petru Groza

Petru Groza (* 7. Dezember 1884 in Băcia, Kreis Hunedoara; † 7. Januar 1958 in Bukarest) war ein rumänischer Politiker und Rechtsanwalt.

## Leben
Petru Groza wurde als Sohn des rumänisch-orthodoxen Pfarrers Adam Groza geboren. Zu seinen Vorfahren zählten eine Reihe orthodoxer Pfarrer, darunter Simion Groza, der Tribun des Revolutionärs Avram Iancu. Mit sechs Jahren mütterlicherseits verwaist, wuchs er unter der Obhut zweier Tanten auf. Die Grundschule besuchte er im Geburtsort sowie in Coșteiu und Lugoj. In diesen Ortschaften wirkte sein Vater als Pfarrer.
Im Jahr 1903 absolvierte er als einer der ersten das ungarisch-reformierte Kollegium von Broos, wo er die ungarische und deutsche Sprache erlernte. Mit der Familientradition brechend begann er noch im selben Jahr das Studium der Rechts- und Wirtschaftswissenschaften in Budapest (Stipendium der Gojdu Foundation). Ab dem 5. Oktober 1905 war er als Student des Rechts und der politischen Ökonomie an der Humboldt-Universität zu Berlin immatrikuliert. Ab Herbst 1906 setzte er das Studium des Handels- und Wirtschaftsrechts an der Universität Leipzig fort. Im Jahre darauf studierte Groza erneut in Budapest, wo er den Titel eines Dr. des Rechts mit magna cum laude erhielt. Später erhielt er auch den Doktortitel in Wirtschafts- und Staatswissenschaften.
Petru Groza eröffnete 1911 eine private Anwaltskanzlei in Deva (deutsch Diemrich). Im selben Jahr wurde er als Abgeordneter in die Synode der Mitropolie Hermannstadts gewählt, eine Funktion, die er bis an sein Lebensende beibehielt. Im Ersten Weltkrieg diente Groza als einfacher Soldat im 8. Honved-Regiment.

## Politische Aktivität

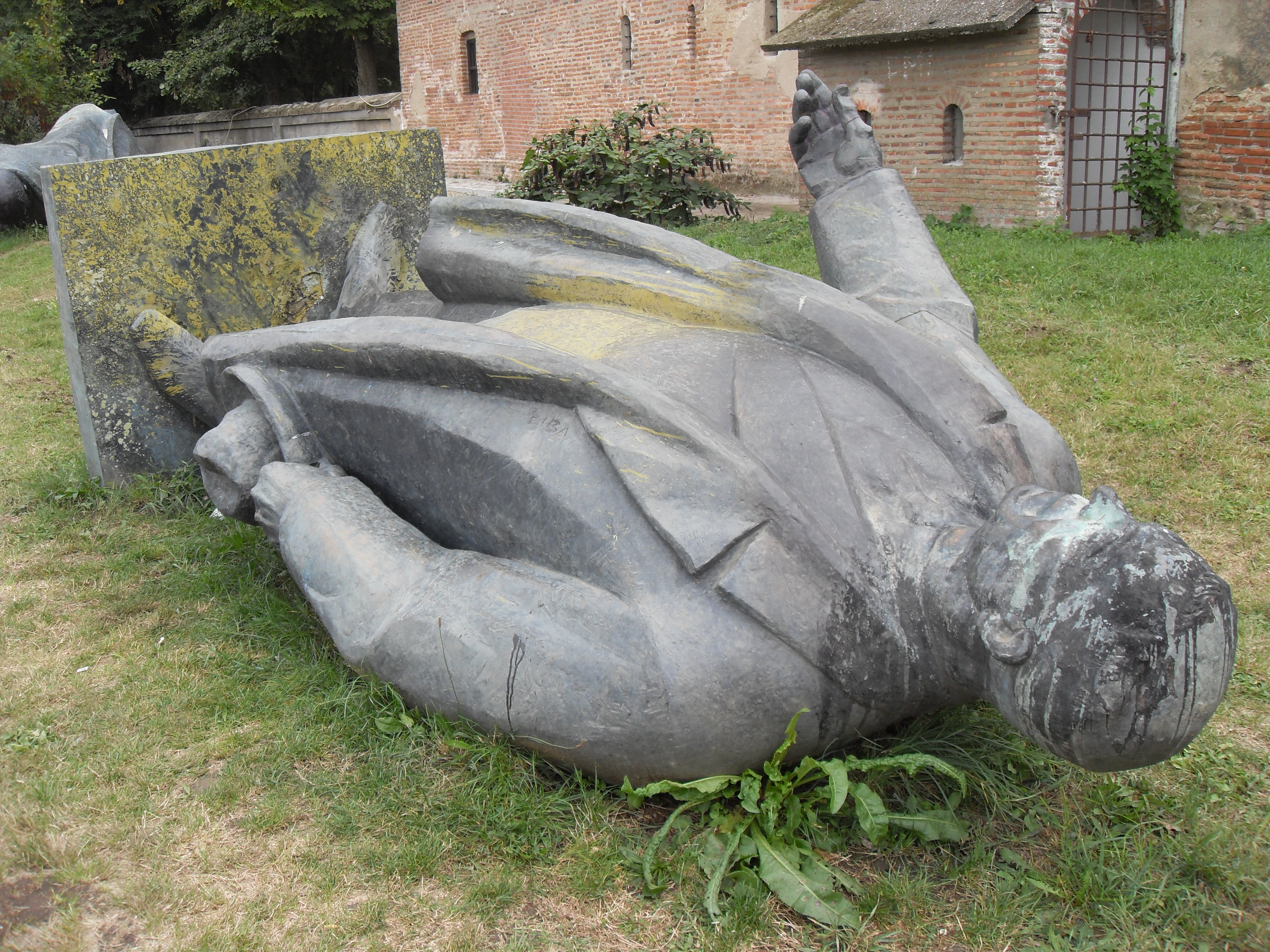
Gefallenes Denkmal von Petru Groza am Schloss Mogoșoaia (Rumänien, 2010)

Politisch betätigte sich Groza in der Rumänischen Nationalen Partei Siebenbürgens. Auf der Großen Nationalversammlung von Alba Iulia verkündete er am 1. Dezember 1918 als einer der ersten Redner die Vereinigung Siebenbürgens mit Rumänien. Entschieden setzte er sich gegen den sogenannten Regierungsrat, der eine Übergangsregierung für Siebenbürgen auf zehn Jahre forderte, und für die bedingungslose und sofortige Vereinigung Siebenbürgens mit Altrumänien ein.
Im Jahr 1920 verließ Groza die Rumänische Nationale Partei und trat der von General Alexandru Averescu gegründeten Partei des Volkes bei. In der ersten Regierung Averescu stand er dem Ministerium Siebenbürgen, das spätere Ministerium der mitwohnenden Nationalitäten, vom 16. April bis 13. Dezember 1921 vor.
In der Periode 1922–1926, als die Partei des Volkes in der Opposition war, blieb Groza weiterhin Abgeordneter im Parlament. Diese Zeit nutzte er mit großem Erfolg für persönliche, geschäftliche Aktivitäten. Als Mitglied im Obersten Agrarrat (Durchführung der Agrarreform von 1923), Präsident der Industrieunternehmer Rumäniens, Mitglied in Aufsichtsräten von über 45 Unternehmen, sowie in zahlreichen Regierungskommissionen, wurde Petru Groza einer der reichsten Personen Siebenbürgens. Zu seinem Besitz zählten ausgedehnte Ländereien, Banken, Fabriken, Hotels und Kaufhäuser.
In der zweiten Regierung Averescu (30. März 1926 – 4. Juni 1927) wurde er Minister für Öffentliche Arbeiten. Nach dem Fall dieser Regierung zog sich Groza zunächst aus der Politik zurück. In der Zeit zwischen 1927 und 1933 verordnete er sich selbst einen Zwangsaufenthalt in Deva. In dieser Periode studierte er die verschiedenen politischen und wirtschaftlichen Doktrinen der Zeit.
Groza gründete 1933 in Deva die Front der Pflüger (Frontul Plugarilor), die vor allem die Interessen der kleinbäuerlichen Bevölkerung vertreten sollte. Von 1945 bis 1946 war Groza vom König ernannter Ministerpräsident Rumäniens, von 1947 bis 1952 gewählter Ministerpräsident einer kommunistisch geführten Koalitionsregierung. Während seiner Regierungszeit näherte er sich immer mehr der Position der Kommunistischen Partei und der Sowjetunion an, nichtkommunistische Politiker wurden aus der Regierung gedrängt (z. B. Gheorghe Tătărescu). Ab 1952 hatte er die Ehrenpräsidentschaft der Volksrepublik Rumänien (Președinte onorific al Statului) inne.

## Ehrungen
Die Stadt Ștei (ung. Vaskohsziklás) im Kreis Bihor trug von 1958 bis 1990 seinen Namen.

## Familie
Der rumänische Botschafter in Wien (1976–1985), Octavian Groza, war Petru Grozas Sohn.